# بسی کارتر
بسی کارتر (انگلیسی: Bessie Carter؛ زادهٔ ۲۵ اکتبر ۱۹۹۳) بازیگر است. وی از سال ۲۰۰۶ میلادی تاکنون مشغول فعالیت بوده‌است.
از فیلم‌ها یا برنامه‌های تلویزیونی که وی در آن نقش داشته‌است می‌توان به بریجرتون اشاره کرد.